# Claudine Auger
Claudine Auger; właściwie Claudine Oger (ur. 26 kwietnia 1941 w Paryżu, zm. 18 grudnia 2019 tamże) – francuska aktorka filmowa.
Zwyciężczyni konkursu na Miss Francji w 1958 i pierwsza wicemiss konkursu na Miss Świata w tym samym roku. Jej najsłynniejsza rola filmowa, która zapewniła jej stałe miejsce w historii kina, to Dominique „Domino” Derval – dziewczyna Bonda w filmie Operacja Piorun (1965; reż. Terence Young). Uczęszczała do St. Joan Of Arc College, a później Konserwatorium Paryskiego, gdzie grała wiele dramatycznych ról. Debiutowała w filmie już w trakcie nauki. Jean Cocteau obsadził ją gościnnie w Testamencie Orfeusza (1960). Claudine Auger pozowała pół nago do Playboya. W 1971 zagrała wraz z dwoma dziewczynami z Bonda Barbarą Bach i Barbarą Bouchet w Belly Of The Black Tarantula. Zagrała kilka ról w filmach europejskich takich jak Triple Cross (1966) i The Killing Game (1967).

## Życie prywatne
Auger w wieku 18 lat poślubiła starszego o 25 lat francuskiego reżysera Pierre’a Gasparda-Huita, który obsadził ją w kilku filmach m.in. The Iron Mask (1962), Vengeance Of Kali (1963). Małżeństwo zakończyło się rozwodem. Później poślubiła biznesmena Petera Brenta (zm. 2008).